# ديناران
ديناران هي قرية في مقاطعة سردشت، إيران. يقدر عدد سكانها بـ 170 نسمة بحسب إحصاء 2016.